# 荷蘭軍隊
荷蘭軍隊（荷蘭語：Nederlandse Krijgsmacht）是荷蘭王國的武裝部隊，其名稱中的即荷語「軍隊」或「三軍」的意思，來自「戰爭」（Krijg）和「武力」（Macht）兩詞複合後的延伸涵意，並用來作為陸海空三軍的統稱。
荷蘭軍隊由由皇家陸軍（KL）、皇家海軍（KM）、皇家空軍（KLu）和皇家憲兵隊（KMar）四個軍種組成。全軍最高統帥為荷蘭君主、國防部領導人為國防大臣、三軍司令由現役四星上將者出任，陸海空各軍種指揮官稱作司令（Commandant），各由一名三星中將擔任。 
荷蘭軍隊在過去是採用徵兵制，到1996年後完全實施募兵制；目前荷蘭國防部僱用四萬八千名軍職人員以及兩萬一千人的文職人員，也有雇用女性擔當文職或武職。軍事費用在2009年大概佔GDP的1.65％，2010年11月國防部表示將削減一百萬歐元的國防預算；同時甫上任不久的汉斯·希伦表示將會裁減一萬餘的人員並有更大規模的裁軍計畫，其具體內容為军事演习次数减少20%，舰艇海上巡逻时间减少11%，领空飞行巡逻任务减少10%，这样的削减内容不胜枚举。

## 皇家陸軍
荷蘭皇家陸軍（Koninklijke Landmacht）是荷蘭地面主要的軍事部隊。作戰的核心組成部分，為皇家陸軍的三個旅：兩個機械化旅和一個空降旅。荷蘭皇家陸軍的專職人員有27.000人，多是志願役者；但是義務役尚未廢除，只是已經暫停辦理。

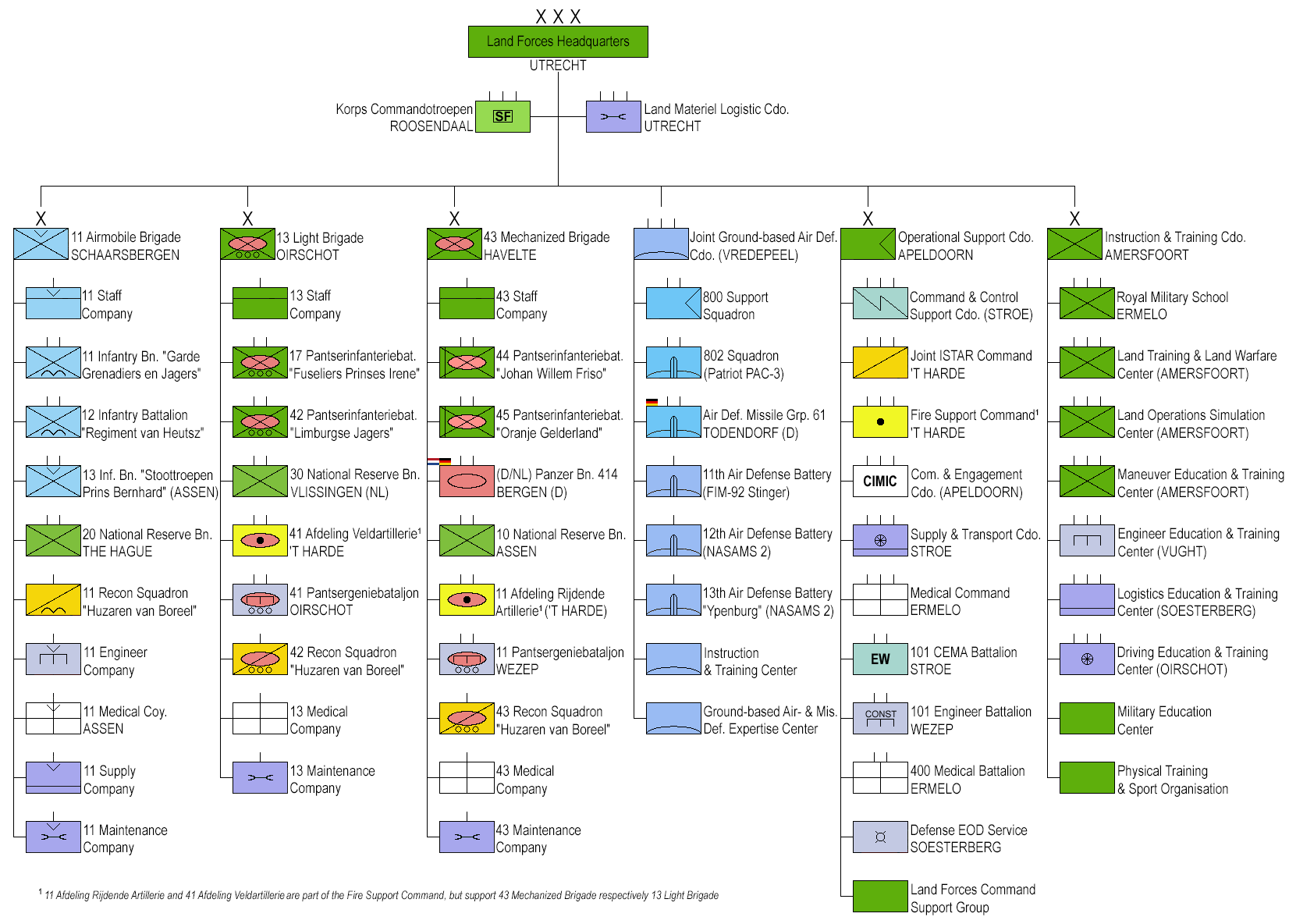

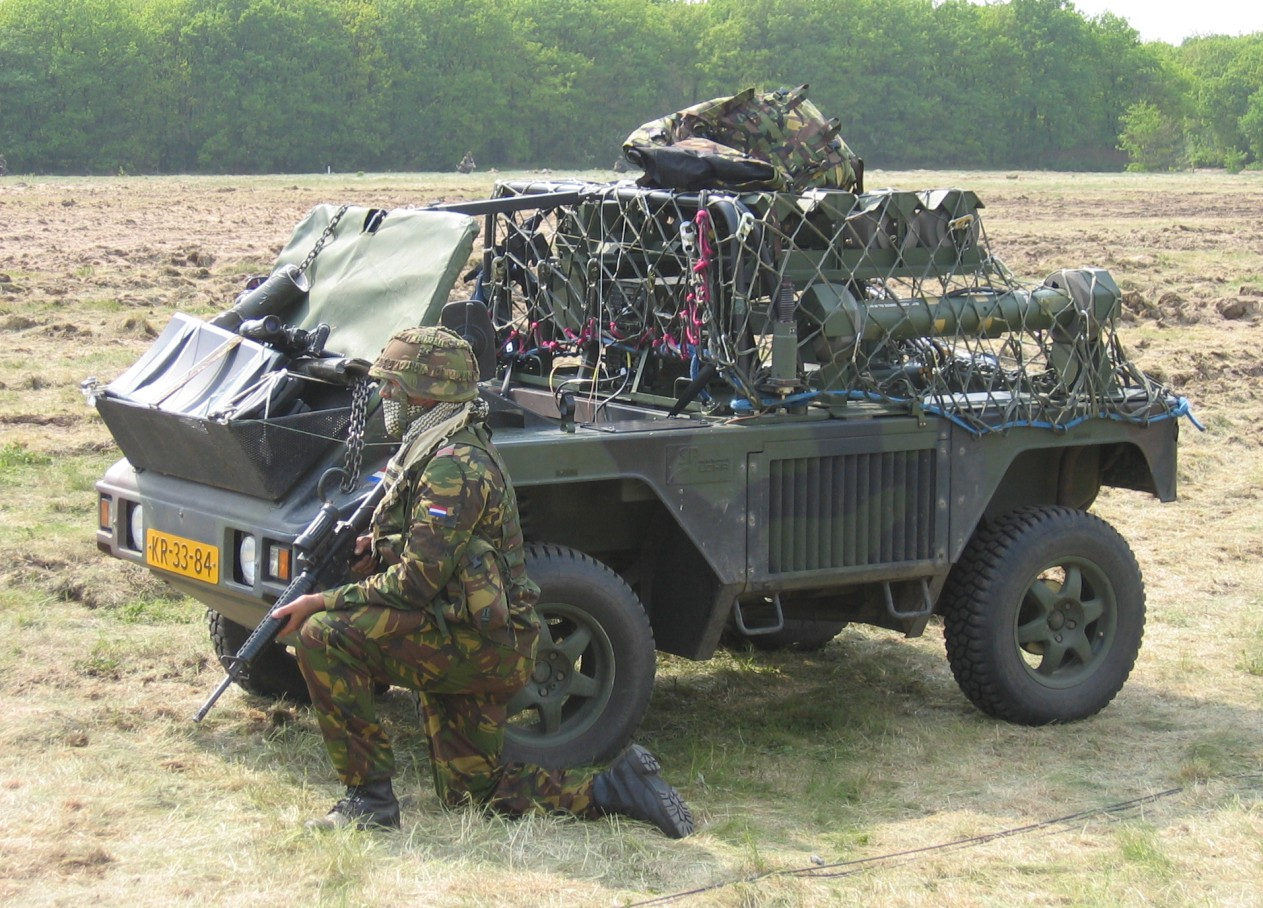
荷蘭皇家陸軍的輕型作戰車輛

### 編制

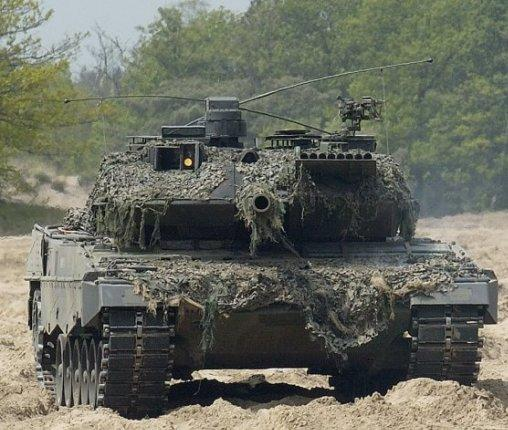
荷蘭皇家陸軍的豹2A6主力戰車

- 皇家陸軍司令部
  - 特種部隊營
  - 第11空中機動旅
    - 11旅旅部連
    - 第11步兵衛隊營
    - 第12步兵衛隊營
    - 第13步兵衛隊營
    - 第11迫砲連
    - 第11工兵連
    - 第11防空連
    - 第11補給中隊
    - 第11醫療中隊
    - 第11保修中隊

  - 第13機械化旅
    - 13旅旅部連
    - 第11戰車營
    - 第17裝步營
    - 第42裝步營
    - 第42戰鬥偵察連
    - 第11砲兵營（自走砲）
    - 第41機械化工兵營
    - 第13醫療中隊
    - 第13保修中隊

  - 第43機械化旅
    - 43旅旅部連
    - 第42戰車營
    - 第44裝步營
    - 第45裝步營
    - 第43戰鬥偵察連
    - 第14砲兵營（自走砲）
    - 第11機械化工兵營
    - 第43醫療中隊
    - 第43保修中隊

  - 後勤支援指揮部
    - 本部連
    - 103裝甲偵搜大隊
    - 101工兵營
    - 101通信大隊
    - 空防大隊
    - CIMIC大隊
    - 100運補大隊
    - 200運補大隊
    - 400醫療大隊
    - 310保修中隊
    - 320保修中隊
    - 330保修中隊

### 主要裝備
- 82輛豹2A6戰車
- 192輛CV9035NL步兵戰車（英语：Combat Vehicle 90）
- 2000輛以上AIFV步兵戰車（英语：AIFV）
- 410輛Fennek（英语：Fennek） - 輪式裝甲車
- 200輛拳獅裝甲車
- 89輛Sisu Pasi（英语：Sisu Pasi） - 輪式裝甲車
- 56輛野外征服者機動步兵車
- DAF德富
- 斯堪尼亞汽車
- 57輛PzH2000自行榴彈砲
- 126輛M109自走砲
- AT4反坦克火箭筒
- BGM-71拖式飛彈

## 皇家海軍

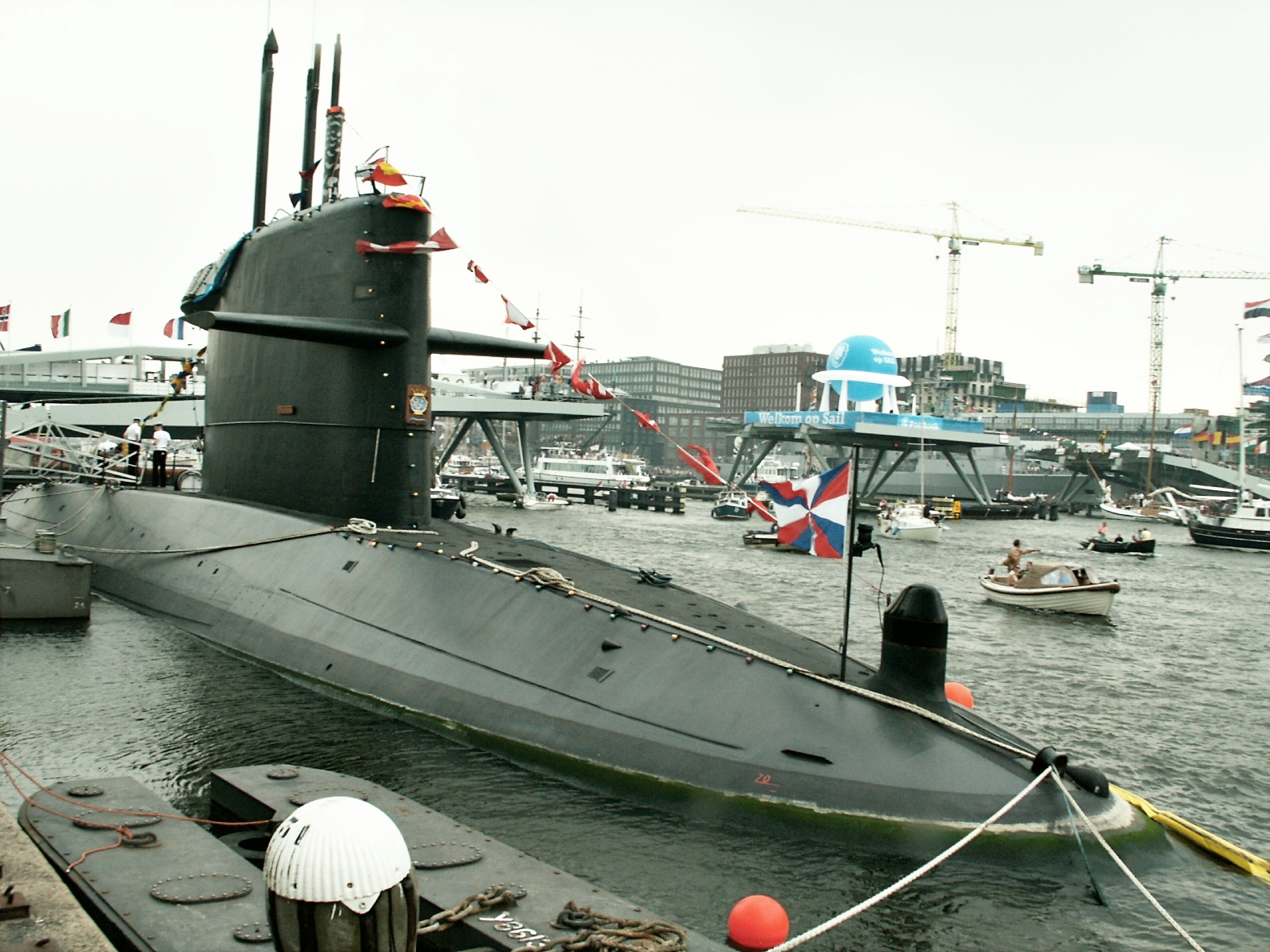
荷蘭皇家海軍的海象級潛艇

荷蘭皇家海軍陸戰隊的編制

荷蘭皇家海軍（Koninklijke Marine），最早在17世紀參與英荷戰爭，具有悠久的傳統歷史。目前，除了所屬的6艘主力艦艇及其他支援船之外，另有荷蘭海軍航空兵及荷蘭海軍陸戰隊兩支武裝單位。

### 組織編制
- 水面作戰部隊 -水面作戰艦艇和兩棲補給支援船隻
- 潛艦部隊
- 掃雷部隊
- 水文調查單位
- 海軍航空部隊
- 海軍陸戰隊
  - 陸戰旅：下轄4個營
  - 步兵連

### 裝備
- 驅逐艦
  - 七省級巡防艦 4艘(戰力等可為驅逐艦)
  - 卡雷爾·道爾曼級驅逐艦（英语：Karel Doorman-class frigate） 2艘
- 潛艦
  - 海象級潛艇 4艘
- 兩棲登陸艦
  - Rotterdam級兩棲登陸艦（英语：Rotterdam class amphibious transport dock） 2艘
- 運補艦
  - HNLMS Karel Doorman (A833)（英语：HNLMS Karel Doorman (A833)） 1艘
- 獵/掃雷艦
  - 三方級獵雷艦 10艘

## 皇家空軍

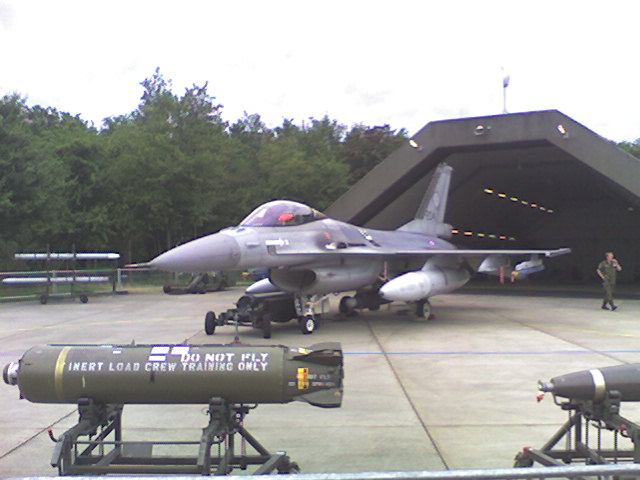
荷蘭F-16

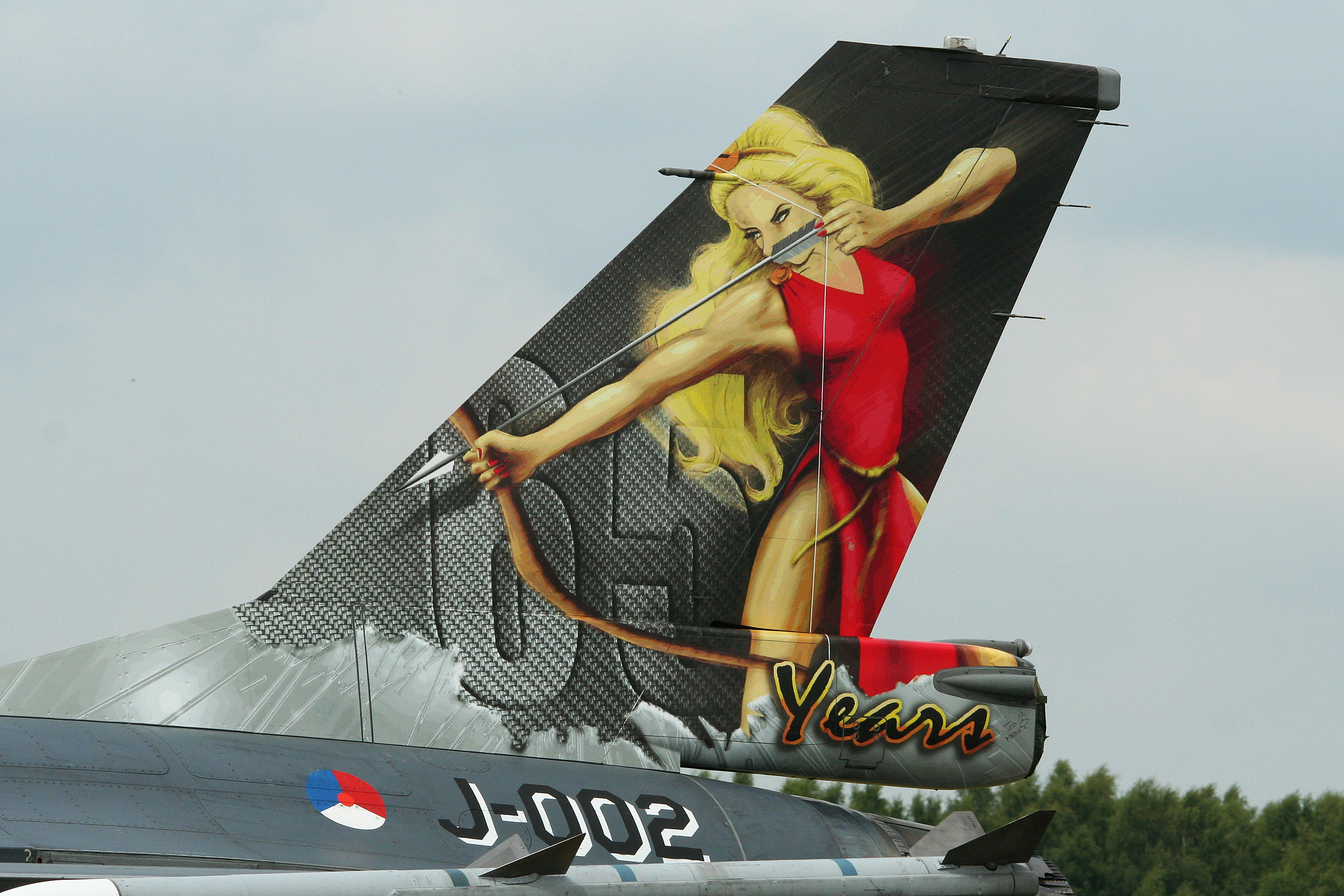
荷蘭F-16的機尾圖裝

### 組織編制
主要空軍基地
- 呂伐登空軍基地
  - 322nd （作戰）F-16
  - 323rd （訓練）F-16
  - 630th （支援）
  - 920th （支援）
  - 921st （支援）
  - 922nd （支援）
- Volkel空軍基地（英语：Volkel Air Base）（北布拉班特省）
  - 311th （作戰）F-16
  - 312th （作戰）F-16
  - 313th （作戰）F-16
  - 900th （保修）F-16
  - 901st （運輸）
  - 902nd （支援）
  - 640th （支援）
  - 601st （支援）
  - 703rd 支援美國空軍
- Twenthe空軍基地（英语：Enschede Airport Twente）（上艾瑟爾省）- 由於預算削減，在2007年12月關閉。

戰術空中業務基地
- 荷蘭空航管制站（巴訥費爾德）
  - 710th
  - 711th
  - 970th

航空運輸基地
- 埃因霍溫機場
  - 334th （運輸）
  - 336th （運輸）
  - 940th （保修）
  - 941st （支援）

防空單位
- De Peel空軍基地（英语：De Peel Air Base）
  - 800th （單位行政業務中心）
  - 801st 愛國者飛彈和FIM-92刺針便攜式防空飛彈
  - 802nd 愛國者飛彈和FIM-92刺針便攜式防空飛彈
  - 803rd 愛國者飛彈和FIM-92刺針便攜式防空飛彈
  - 804th 愛國者飛彈和FIM-92刺針便攜式防空飛彈
  - 650th （支援）
  - 951st （支援／保修）

### 主要裝備
- F-16戰機
- C-130運輸機
- AH-64阿帕契攻擊直升機
- CH-47直升機

## 皇家憲兵

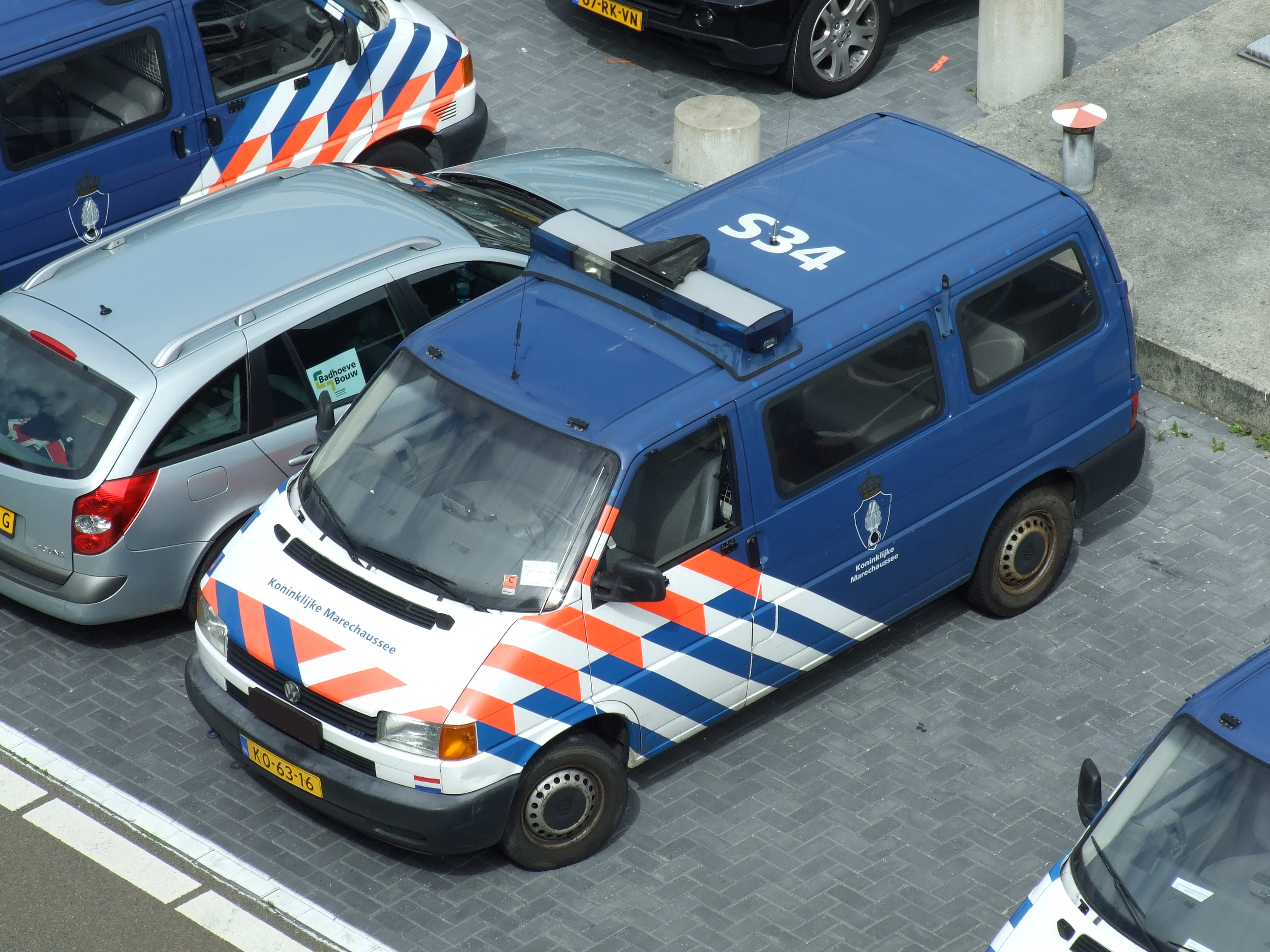
勤務用廂型車

荷蘭皇家憲兵隊（Royal Marechaussee）是荷蘭的國家軍事警察。成立於1814年，在1994年進行重組，到了1998年成為一支獨立的軍種。它的軍事地位是根據荷蘭國防部成立；在和平時期，則是由內政部和司法部管理該單位執行警察和維安事務。一般任務如下：
援助警察
護送北約車隊
打擊非法移民
打擊國際犯罪活動
保衛國家邊界
皇室宮殿和首相官邸戍衛
軍中警察勤務
控制騷亂和保護人民
各民用機場的保安和警衛任務，特別是首都阿姆斯特丹的史基浦機場
要員近身保護，包括王室和政府高官

### 組織編制
- 指揮部：設在海牙
- 分區編制或任務分組：
  - 西區（荷蘭地區和烏特勒支，不包括阿姆斯特丹）
  - 南區（西蘭省、北布拉班特省和林堡省）
  - 北／東區（所有其他省份）
  - 阿姆斯特丹
  - 皇家憲兵隊全國培訓和通識中心。
  - 國家和國際單位區。該單位於2005年成立，以集中管理現有全部的國家新單位以及國際任務組織。
    - 所有海外的特派團。
    - 特別保安旅（英语：Brigade Speciale Beveiligingsopdrachten），特種勤務的保護、觀察和逮捕行動。
    - KMOO，軍事警察勤務

## 外部連結
- Official homepage of the Ministry of Defense
- Military aircraft in the Netherlands